# 岸上克己
岸上 克己（きしがみ かつみ、1873年11月26日 - 1962年6月21日）は明治時代から昭和時代中期にかけて活動した日本のジャーナリスト、労働運動家。
筆名は香摘（こうてき）。栃木県出身。

## 来歴
栃木県河内郡宇都宮町（現在の宇都宮市）で元宇都宮藩の士族・岸上安敬の四男として生まれる。尋常小学校の頃は成績優秀であったが、教師に吃音をからかわれたことが原因で不登校となったため、従兄を頼って埼玉県北足立郡浦和町（現在のさいたま市浦和区）へ移り住んだ。
従兄は印刷工を営んでいたが、ここで知り合った高木旭山の誘いにより劣悪な環境での労働を強いられていた工員の待遇改善活動へ身を投じ、活版工懇話会の設立に参加して機関紙の編集委員となった。この時期に片山潜や幸徳秋水の知遇を得て、克己の文才を見出した秋水と横山源之助の紹介で1903年（明治36年）に島田三郎が経営する毎日新聞へ入社、ジャーナリストへ転じる。
以降、浦和を拠点に埼玉毎日新聞、埼玉日日新聞、八州新聞の各紙で論説委員・主筆を務める。1925年（大正14年）、浦和町会議員に当選。翌1926年（大正15年）には町役場の名誉助役へ就任した。戦後は浦和市選挙管理委員会委員を歴任している。
1962年（昭和37年）6月21日、浦和市岸町の自宅で死去。享年90（満88歳没）。

## 家族
漢学者の岸上操（質軒、1860年 - 1907年）は兄。
次男の岸上菊雄は浦和市役所職員を務める傍ら「岸上のぶを」の筆名で作詞家として活動し、戦前にはトヨタ自動車が選定した「自動車部隊の歌」、戦後には「埼玉県歌」や浦和市が選定した「さくら草音頭」で入選している。

## 著書
- 『埼玉壱百人』（埼玉通信社、1917年） NCID BB17200606
- 『加藤政之助翁略伝』（私家版、1937年） NCID BB17257567
- 『香摘文抄』（岸上後援会、1940年） 全国書誌番号:44011389
- 『武蔵会館四十五年記』（武蔵会館処理委員、1955年）[注 3]